# 羽田奉行
羽田奉行（はねだぶぎょう）とは、江戸幕府に設けられた遠国奉行の1つ。武蔵国荏原郡羽田村（現在の東京都大田区羽田）に設置され、江戸付近の沿岸警備と外国船対策にあたった。老中支配、場所高1000石・役料500俵、引越拝料金200両・役所御備金300両・下田奉行次席・芙蓉間詰・布衣、定員1名。役所は羽田御備場（はねだおそなえば）と称したが、俗に羽田奉行所とも呼ばれている。

## 概要
羽田御備場の設置時期は不詳だが、天保の改革による海防強化策の一環として設置されたとみられている。奉行が執務を行う仮番所、台場、台場で扱う火薬などを保管する仮焔硝蔵（かりえんしょうぐら）から成り立っていた。
1843年（天保14年）12月、羽田奉行が設置され、西丸小姓組の田中勝行が初代奉行に任じられた。続いて翌1844年（天保15年）3月には御徒の窪田鎮勝（窪田治部右衛門）が支配組頭（場所高150俵・役扶持15人扶持、手当金7両・徒組上席）に任じられたほか、続いて与力（場所高100俵・役扶持10人扶持、手当金7両）・同心（場所高20俵・役扶持2人扶持、手当金8両）らが任じられた。
ところが、天保14年閏9月に水野忠邦が老中を罷免された影響により、翌天保15年5月には羽田御備場の廃止が決定され、田中は浦賀奉行に、窪田は富士見宝蔵番に転任とされ、与力・同心も大番頭や鉄砲方へ異動することになった。また、羽田御備場は鉄砲方に引き渡された後、10月には明け渡しの手続が完了して正式に廃止された。

## 職員
- 奉行-1名
- 支配組頭-1名
- 与力-3名
- 与力勤方-6名
- 与力見習・同見習勤方-4名
- 同心組頭-10名
- 同心-48名
- 足軽-15名
- 水主頭取-20人
- 足留水主-40名